# Пуэрто-Рико на летних Олимпийских играх 1996
Пуэрто-Рико принимало участие в летних Олимпийских играх 1996 года в Атланте (США) в тринадцатый раз за свою историю, и завоевало одну бронзовую медаль. Сборную страны представляли 22 женщины.

## 03!Бронза
- Бокс, мужчины — Даниэль Сантос.

## Результаты соревнований

### Бокс
| Соревнование       | Спортсмены                            | 1-й раунд                        | 2-й раунд                       | Четвертьфинал                | Полуфинал            | Финал                | Место |
| Соревнование       | Спортсмены                            | Соперник Результат               | Соперник Результат              | Соперник Результат           | Соперник Результат   | Соперник Результат   | Место |
| ------------------ | ------------------------------------- | -------------------------------- | ------------------------------- | ---------------------------- | -------------------- | -------------------- | ----- |
| до 51 кг           | Омар Адорно                           | Игорь Самойленко (MDA) пор. 8-20 | Завершил выступление            | Завершил выступление         | Завершил выступление | Завершил выступление |       |
| до 54 кг           |                                       |                                  |                                 |                              |                      |                      |       |
| Хосе Котто         | Раимкуль Малахбеков (RUS) пор. 6-16   | Завершил выступление             | Завершил выступление            | Завершил выступление         | Завершил выступление |                      |       |
| до 57 кг           |                                       |                                  |                                 |                              |                      |                      |       |
| Луис Седа          | Сомлук Камсинг (THA) пор. 2-13        | Завершил выступление             | Завершил выступление            | Завершил выступление         | Завершил выступление |                      |       |
| до 63,5 кг         |                                       |                                  |                                 |                              |                      |                      |       |
| Луис Дейнес Перес  | Яцек Бельски (POL) пор. 2-18          | Завершил выступление             | Завершил выступление            | Завершил выступление         | Завершил выступление |                      |       |
| до 67 кг           |                                       |                                  |                                 |                              |                      |                      |       |
| Даниэль Сантос     | Эрнест Атангана Мбоа (CMR) поб. RSC-1 | Кабил Лахсен (MAR) поб. 16-4     | Нариман Атаев (UZB) поб. 28-15  | Олег Саитов (RUS) пор. 11-13 | Завершил выступление |                      |       |
| до 71 кг           |                                       |                                  |                                 |                              |                      |                      |       |
| Хосе Луис Киньонес | Антонио Перуджино (ITA) пор. 8-10     | Завершил выступление             | Завершил выступление            | Завершил выступление         | Завершил выступление |                      |       |
| до 81 кг           |                                       |                                  |                                 |                              |                      |                      |       |
| Энрике Флорес      | Гурчаран Сингх (IND) поб. 15-7        | Сибранд Боутс (RSA) поб. 16-7    | Антонио Тарвер (USA) пор. RSC-3 | Завершил выступление         | Завершил выступление |                      |       |

### Водные виды спорта

#### Прыжки в воду
По итогам предварительных 6 прыжков в полуфинал проходило 18 спортсменов. Далее прыгуны выполняли по 5 прыжков из обязательной программы, результаты которых суммировались с результатами предварительных прыжков. По общей сумме баллов определялись финалисты соревнований. Финальный раунд, состоящий из 6 прыжков, спортсмены начинали с результатом, полученным в полуфинале.
Мужчины
| Соревнование      | Спортсмены   | Предварительный раунд | Предварительный раунд | Полуфинал            | Полуфинал            | Сумма                | Сумма                | Финал                | Финал                | Итог                 | Итог                 |
| Соревнование      | Спортсмены   | Результат             | Место                 | Результат            | Место                | Результат            | Место                | Результат            | Место                | Результат            | Место                |
| ----------------- | ------------ | --------------------- | --------------------- | -------------------- | -------------------- | -------------------- | -------------------- | -------------------- | -------------------- | -------------------- | -------------------- |
| трамплин, 3 метра | Рамон Сандин | 302,55                | 29                    | Завершил выступление | Завершил выступление | Завершил выступление | Завершил выступление | Завершил выступление | Завершил выступление | Завершил выступление | Завершил выступление |